# Thomasberg (Königswinter)
Thomasberg ist ein Stadtteil der Stadt Königswinter im nordrhein-westfälischen Rhein-Sieg-Kreis. Er liegt am Rande des Siebengebirges, am Fuße des Großen Ölbergs.

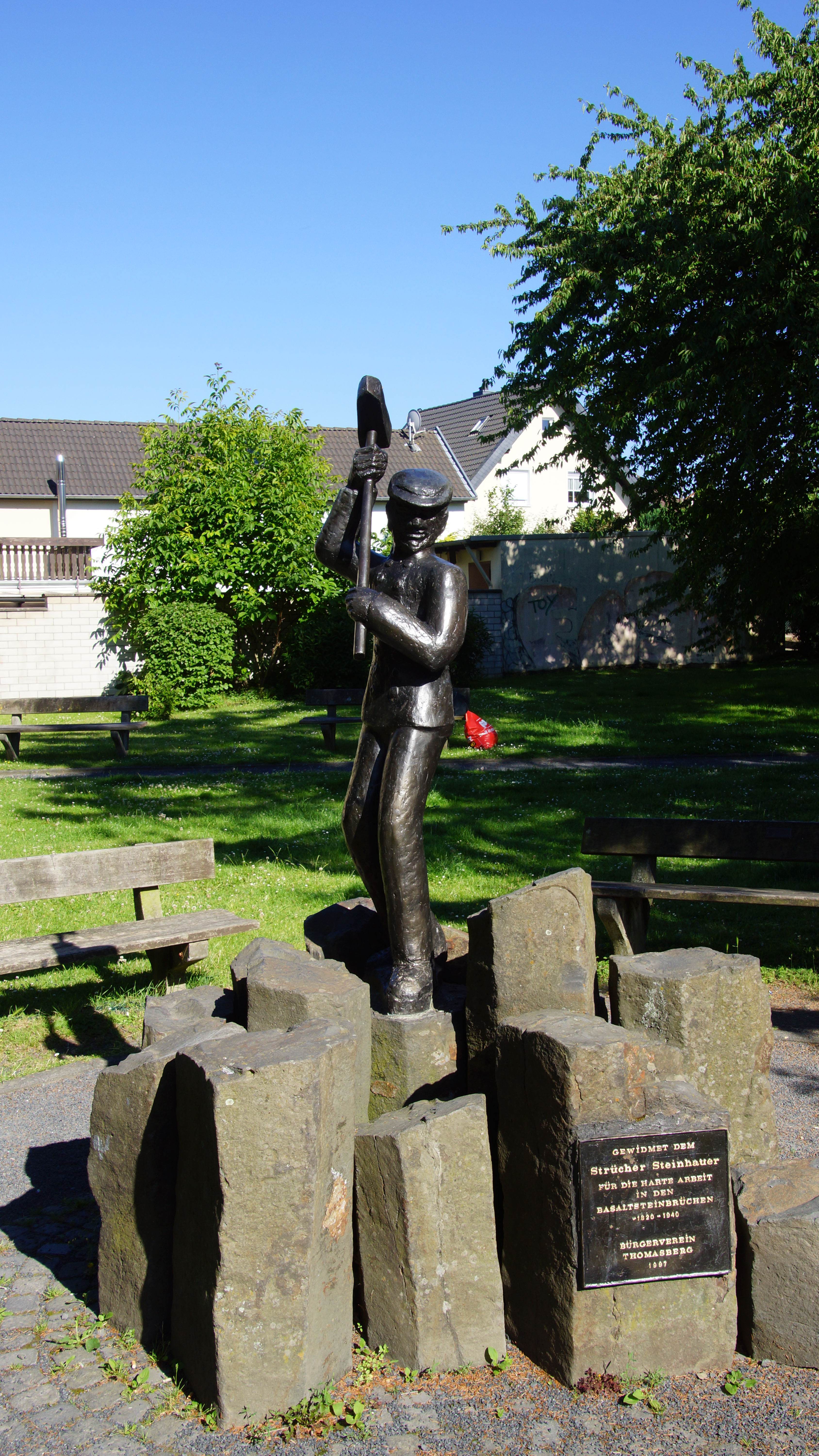
Steinhauer-Denkmal

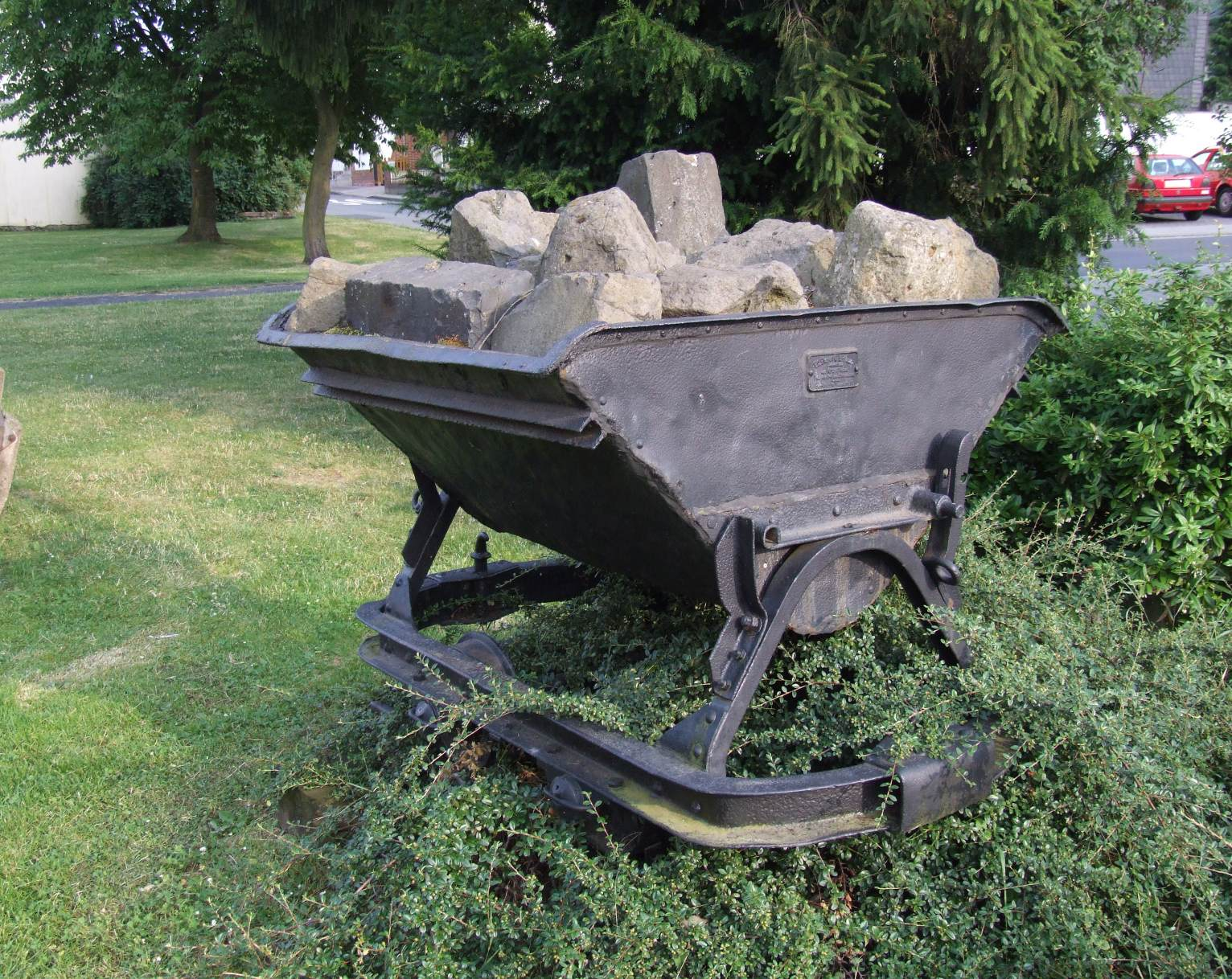
Steinbruchlore

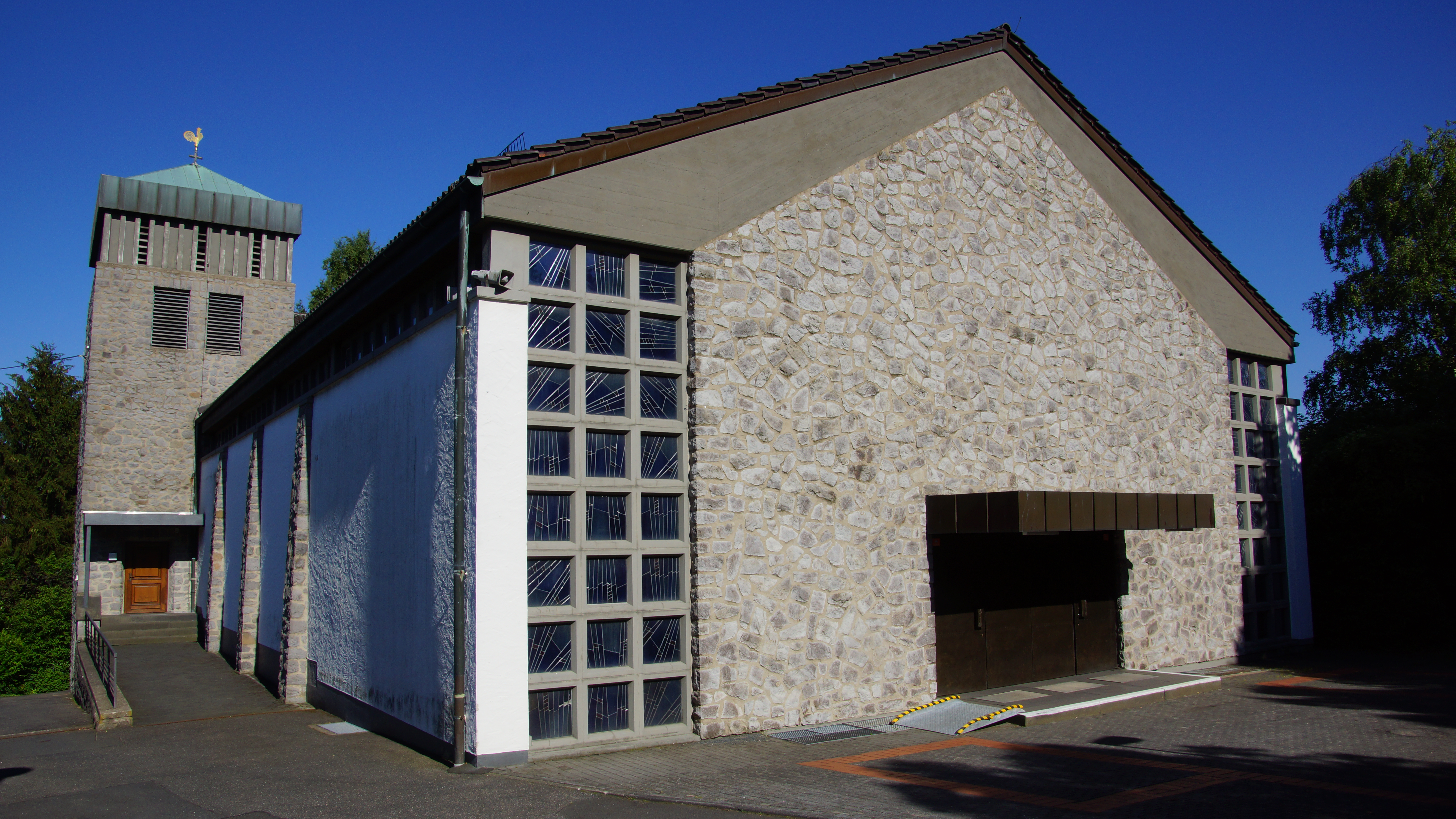
St. Joseph

## Geschichte
Thomasberg ist nach einem hier gelegenen Hof benannt und ist als Ortschaft erst Ende des 19. Jahrhunderts, überwiegend im Bereich der Gemarkung Hasenpohl, entstanden. Sie gehörte zur Gemeinde Oberpleis im Verwaltungsbezirk der Bürgermeisterei Oberpleis (ab 1927 „Amt Oberpleis)“. 1885 zählte Thomasberg 20 Einwohner in vier Wohnhäusern, 1905 umfasste die Ortschaft bereits 79 Einwohner in 14 Wohnhäusern. 1953 wurde für elf im heutigen Gebiet von Thomasberg gelegene Wohnplätze der einheitliche Ortsname „Thomasberg“ eingeführt, 1958 auch Bellinghauserhohn in diesen Ortsverband einbezogen.:28 f. Am 1. August 1969 wurde Thomasberg als Teil der Gemeinde Oberpleis durch das Gesetz zur kommunalen Neugliederung des Raumes Bonn in die Stadt Königswinter eingegliedert.
In seiner heutigen Form entstand Thomasberg in der Nachkriegszeit, als es im Zuge eines umfangreichen Bevölkerungswachstums mit Heisterbacherrott zusammenwuchs. Das 1997 auf dem Dorfplatz aufgestellte Steinhauer-Denkmal der Thomasberger Künstlerin Sigrid Wenzel erinnert daran, dass bis in das Jahr 1940 in den Steinbrüchen um Thomasberg Basalt abgebaut und mit der Heisterbacher Talbahn nach Niederdollendorf transportiert wurde. Im Juni 2000 wurde dort eine originale Steinbruchlore aufgestellt.
In Thomasberg befand sich bis zur Verlegung des Regierungssitzes von Bonn nach Berlin 1999 die Residenz des Botschafters der Republik Uganda in der Bundesrepublik Deutschland (→ Liste der diplomatischen Vertretungen).
| Jahr    | Einwohner |
| ------- | --------- |
| 1871    | 16        |
| 1885    | 20        |
| 1905    | 79        |
| 1968:10 | 2.250     |
| 1991:10 | 3.554     |
| 2010    | 4.480     |
| 2020    | 4.722     |

## Kultur und Sehenswürdigkeiten
Die Thomasberger Marienkapelle („Strücher Dom“) stammt aus dem Jahre 1859 und ist damit das älteste Gebäude des Ortsteils. Sie ist aus Bruchsteinquadern gebaut und besitzt ein flaches Satteldach. In den 1980er-Jahren wurde sie renoviert und mit einem auf dem Dachfirst ruhenden Grabkreuz ausgestattet. Als Baudenkmal unter Denkmalschutz stehen außer der Marienkapelle auch ein in einen Fachwerkschuppen eingemauerter Backofen (Steinringer Straße 13/Im Harperoth) sowie ein Wegekreuz an der Siebengebirgsstraße.
Die katholische Pfarrkirche St. Joseph wurde von 1950 bis 1952 erbaut und in den 1960er-Jahren erweitert. Am Nordrand von Thomasberg befindet sich der „Blaue See“ in einem ehemaligen Basaltsteinbruchgelände, das der Bonner Gartenarchitekt Heinrich Raderschall 1960 erworben hatte und anschließend zu einem naturbelassenen Landschaftsgarten umgestaltete.

## Persönlichkeiten
- Matthias Schonauer (* 18. Mai 1857 in Thomasberg-Harperoth; † 23. August 1931), Geologe, Kenner des Siebengebirges und Heimatforscher, wirkte über 40 Jahre als Schulleiter und Lehrer (seit 1882) an der Volksschule Thomasberg, seit 1991 erinnert eine Gedenktafel an ihn.
- Alfons Hitter (1892–1968), Offizier und Generalleutnant im Zweiten Weltkrieg, gestorben in Thomasberg.
- Ernst-Siegfried Schlange-Schöningen (1914–2005), Diplomat, lebte in Thomasberg.
- Sigrid Wenzel (* 1934), Bildhauerin, lebt in Thomasberg.
- Markus Maria Profitlich (* 1960), Komiker, Schauspieler und Synchronsprecher, lebt in Thomasberg.